# 紀元前663年
紀元前663年（きげんぜん663ねん）は、西暦（ローマ暦）による年。紀元前1世紀の共和政ローマ末期以降の古代ローマにおいては、ローマ建国紀元91年として知られていた。紀年法として西暦（キリスト紀元）がヨーロッパで広く普及した中世時代初期以降、この年は紀元前663年と表記されるのが一般的となった。

## 他の紀年法
- 干支 : 戊午
- 中国
  - 周 - 恵王14年
  - 魯 - 荘公31年
  - 斉 - 桓公23年
  - 晋 - 献公14年
  - 秦 - 成公元年
  - 楚 - 成王9年
  - 宋 - 桓公19年
  - 衛 - 懿公6年
  - 陳 - 宣公30年
  - 蔡 - 穆侯12年
  - 曹 - 釐公8年
  - 鄭 - 文公10年
  - 燕 - 荘公28年
- 朝鮮
  - 檀紀1671年
- ユダヤ暦 : 3098年 - 3099年

## できごと

### 中国
- 斉の桓公が魯に戎人の捕虜を贈った。

### エジプト
- アッシリア軍がナイル川を南下し、南部の中心都市テーベを包囲・陥落させ、大規模な略奪を行った。
  - タヌトアメンはテーベを放棄し、ヌビア（現在のスーダン）へ撤退。これにより、エジプトにおけるヌビア系王朝（エジプト第25王朝）の支配が事実上終焉。
  - アッシュルバニパルはエジプトを直接統治せず、リビア系のプサムテク1世を傀儡として擁立（ - 紀元前610年）。これが後のエジプト第26王朝（サイス朝、 - 紀元前525年）の成立へとつながる。

## 死去
- 薛伯（中国語版）